# Billy le Kid le réfractaire
Pour les articles homonymes, voir Billy the Kid (homonymie).
Pour plus de détails, voir Fiche technique et Distribution.
Billy le Kid le réfractaire (Billy the Kid) est un western américain réalisé par David Miller et Frank Borzage (non crédité au générique), sorti en 1941.

## Synopsis
Billy the Kid, qui cherchait à revenir dans le droit chemin en entrant au service d'Eric Keating, un Anglais propriétaire d'un ranch, va retomber du mauvais côté après l'assassinat de ce dernier.

## Fiche technique
- Titre original : Billy the Kid
- Titre français : Le Réfractaire ou Billy le Kid le réfractaire ou Terre sauvage ou Le Vengeur[1]
- Réalisation : David Miller et Frank Borzage (non crédité)
- Scénario : Gene Fowler, d'après le livre "The Saga of Billy the Kid" de Walter Noble Burns
- Direction artistique : Cedric Gibbons
- Décors : Edwin B. Willis
- Costumes : Dolly Tree (costumes féminins), Gile Steele (costumes masculins)
- Photographie : Leonard Smith, William V. Skall
- Son : Douglas Shearer
- Montage : Robert J. Kern
- Musique : Daniele Amfitheatrof, Lennie Hayton
- Production : Irving Asher
- Société de production : Metro-Goldwyn-Mayer
- Société de distribution : Loew's Incorporated
- Pays d’origine :  États-Unis
- Langue : anglais
- Format : Couleurs (Technicolor) - 35 mm - 1,37:1 -  Son mono (Western Electric Sound System)
- Genre : Western
- Durée : 94 minutes
- Dates de sortie : 
  - États-Unis : 30 mai 1941
  - France : 6 décembre 1950

## Distribution
Remarque : Le film est sorti en 1950 mais le doublage a été effectué lors d'une ressortie ultérieure.
- Robert Taylor (VF : Claude Giraud) : William Bonney, alias Billy the Kid
- Brian Donlevy (VF : Serge Sauvion) : Jim Sherwood
- Ian Hunter (VF : Robert Party) : Eric Keating
- Mary Howard (VF : Béatrice Delfe) : Edith Keating
- Gene Lockhart (VF : Jean-Paul Roussillon) : Dan Hickey
- Lon Chaney Jr. : "Spike" Hudson
- Henry O'Neill : Tim Ward
- Guinn Williams : Ed Bronson
- Cy Kendall (VF : Raoul Delfosse) : Shérif Cass McAndrews
- Ted Adams : "Buz" Cobb
- Frank Conlan : Juge Blake
- Frank Puglia (VF : Serge Lhorca) : Pedro Gonzales
- Mitchell Lewis : Bart Hodges
- Dick Curtis : Kirby Carton
- Grant Withers : Ed Shanahan
- Joe Yule : Milton
- Earl Gunn : Jesse Martin
- Eddie Dunn (en) : Pat Shanahan
- Carl Pitti : "Bat" Smithers
- Kermit Maynard : Thud Decker
- Ethel Griffies : Mme Hanky
- Chill Wills : Tom Patterson
- Olive Blakeney : Mme Patterson

Acteurs non crédités
- Ed Brady : un vagabond
- Frank Hagney : un homme au saloon
- Tom London : un meneur
- John Raitt : le baryton dans le numéro Lazy Acres